# Vysočina (okres Chrudim)
Vysočina je obec ve správním obvodu obce s rozšířenou působností Hlinsko v okrese Chrudim v Pardubickém kraji. Nachází se na území Železných hor. Obecní úřad sídlí v místní části Dřevíkov.
Vznikla s účinností od 1. ledna 1961 administrativním sloučením předtím samostatných obcí Možděnice, Rváčov a Svobodné Hamry (součástí obce v letech 1910–1960 také osada Dřevíkov). Žije zde 697 obyvatel.
Symboly obce tvoří znak a vlajka, zapsané 18. května 2012 do Registru komunálních symbolů. Znak tvoří modro-zeleně čtvrcený štít, v jeho středu vyobrazené průčelí lidové stavby znázorňující mlýn s vodním kolem, obdobně uveden uprostřed vlajky ve tvaru modro-zeleno čtvrceného listu.
Vodní mlýn na symbolech obce se vztahuje k historii a tradici řemesel v sídelních lokalitách, kulturní památky ve vesnicích Dřevíkov, Možděnice, Svatý Mikuláš, vesnické památkové zóně Svobodné Hamry (vodní hamr, mlýnice, venkovský zámek) a v nejrozsáhlejší expozici muzea v přírodě (roubené chalupy, sakrální stavby, technické stavby na vodní pohon aj.) v malé vesničce Veselý Kopec.
Do přírodního areálu, lidově označovaného skanzen, přeneseny zánikem ohrožené památky lidové architektury a technického stavitelství ze severní části Českomoravské vrchoviny a navazujících geografických regionů, Chrudimska, Litomyšlska a Poličska. Objekty lidového stavitelství dokládající také kulturu národopisné oblasti Horácko tvoří expozici Muzea v přírodě Vysočina, součást Národního muzea v přírodě.

## Správa
Celkovou rozlohu obce 1790,28 ha tvoří čtyři katastrální území s názvy (výměrou): Dřevíkov (226,58 ha), Možděnice (564,66 ha), Rváčov u Hlinska (840,97 ha) a Svobodné Hamry (155,73 ha).
Do roku 1960 byly samostatnými obcemi Možděnice, Rváčov a Svobodné Hamry, jejich součástí byla osada Dřevíkov. Charakterem sídelních lokalit vesnice byly administrativně sloučené s účinností od 1. ledna 1961 do jedné obce s nově vytvořeným názvem Vysočina. Sídlo obecního úřadu umístěno v Dřevíkově.
Počet obyvatel obce k 1. lednu 2017 celkem 695 osob (345 mužů, 350 žen) s průměrným věkem 43,2 let (42,3 muži, 44,0 ženy), žijících v sedmi základních sídelních jednotkách: Dřevíkov, Hrobky (vyčleněna 15. srpna 2010, součást katastrálního území Svobodné Hamry), Možděnice, Rváčov, Svatý Mikuláš (vyčleněna 1. prosince 1970, součást katastrálního území Rváčov u Hlinska), Svobodné Hamry a Veselý Kopec (součást katastrálního území Dřevíkov).
Počtem 548 stavebních objektů k 28. únoru 2018 náleží obec Vysočina mezi velké vesnice a dělí se na celkem sedm částí s názvy: Dřevíkov (v letech 1910–1960 osada v obci Svobodné Hamry), Možděnice, Petrkov 1. díl (do roku 1960 osada v obci Rváčov), Rváčov, Svatý Mikuláš (do roku 1960 osada v obci Rváčov), Svobodné Hamry a Veselý Kopec (v letech 1910–1960 osada v obci Svobodné Hamry). Rozsahem zástavby je nejmenší Petrkov 1. díl, největší rozlohou i počtem objektů Rváčov.

## Geografie

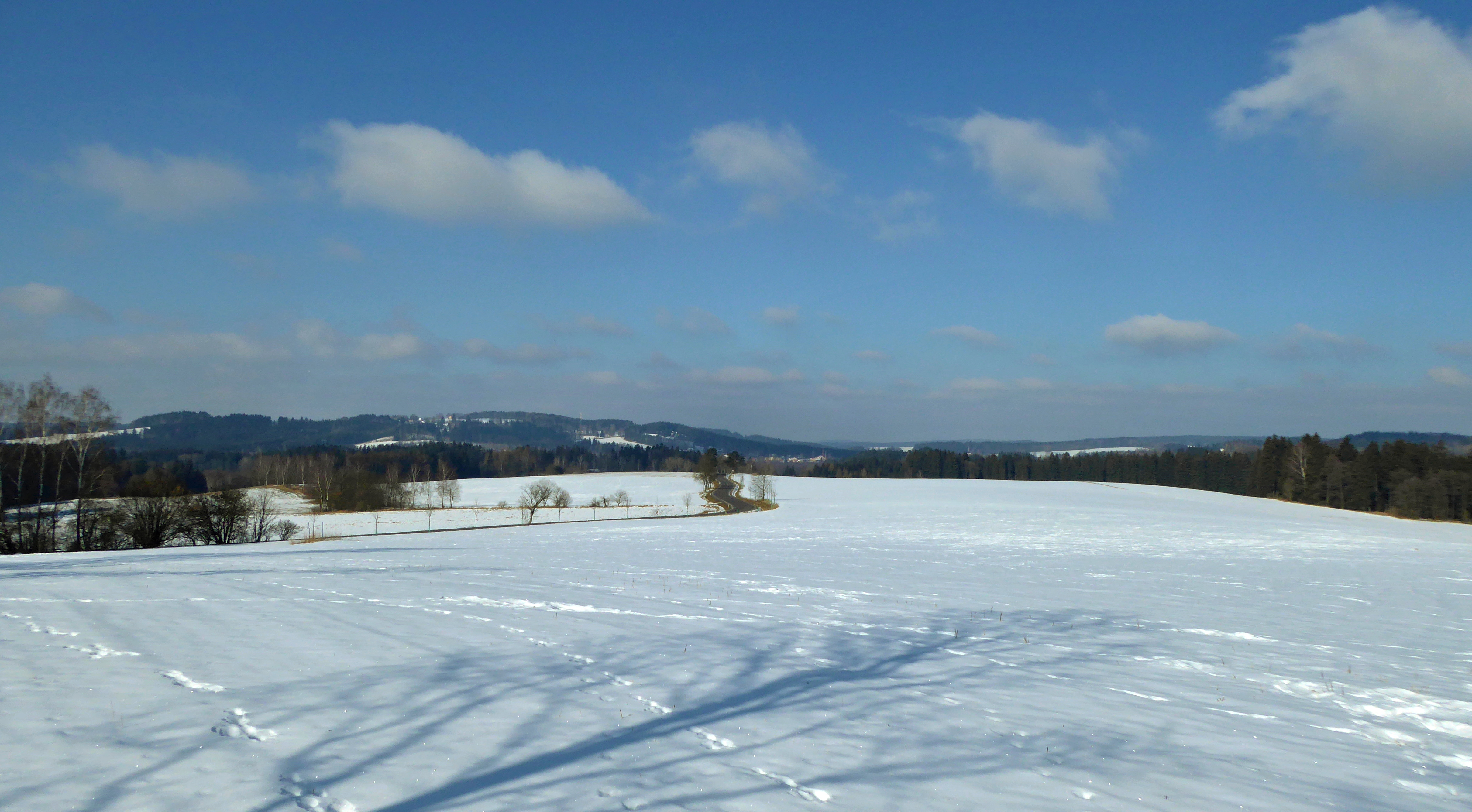
Většinou plochy leží obec Vysočina na území dvou chráněných krajinných oblastí, CHKO Žďárské vrchy a CHKO Železné hory

Obec Vysočina se rozkládá přibližně jednou polovinou celkové plochy ve Stružinecké pahorkatině a druhou polovinou v Kameničské vrchovině, na území dvou geomorfologických okrsků Sečské vrchoviny v jihovýchodní části pohoří Železných hor, z hlediska administrativně správního v jihozápadní okrajové části Pardubického kraje.
Část hranice katastrálního území Možděnice tvoří rozhraní s Krajem Vysočina (okresem Havlíčkův Brod), v krátkém úseku na jihu s městem Ždírec nad Doubravou, na jihozápadě s obcí Slavíkov a na západě s městysem Libice nad Doubravou.
Přibližně v linii od jihovýchodu k severozápadu protéká územím obce řeka Chrudimka, od nejjižněji položeného místa na rozhraní s katastrálním územím obce Všeradov s lokalitou Králova Pila (Milesimov) až do sídelní lokality Svobodné Hamry v obci Vysočina. V celém úseku tvoří řeka rozhraní mezi geomorfologickými okrsky Sečské vrchoviny, Stružineckou pahorkatinou na levém břehu a Kameničskou vrchovinou na pravém.

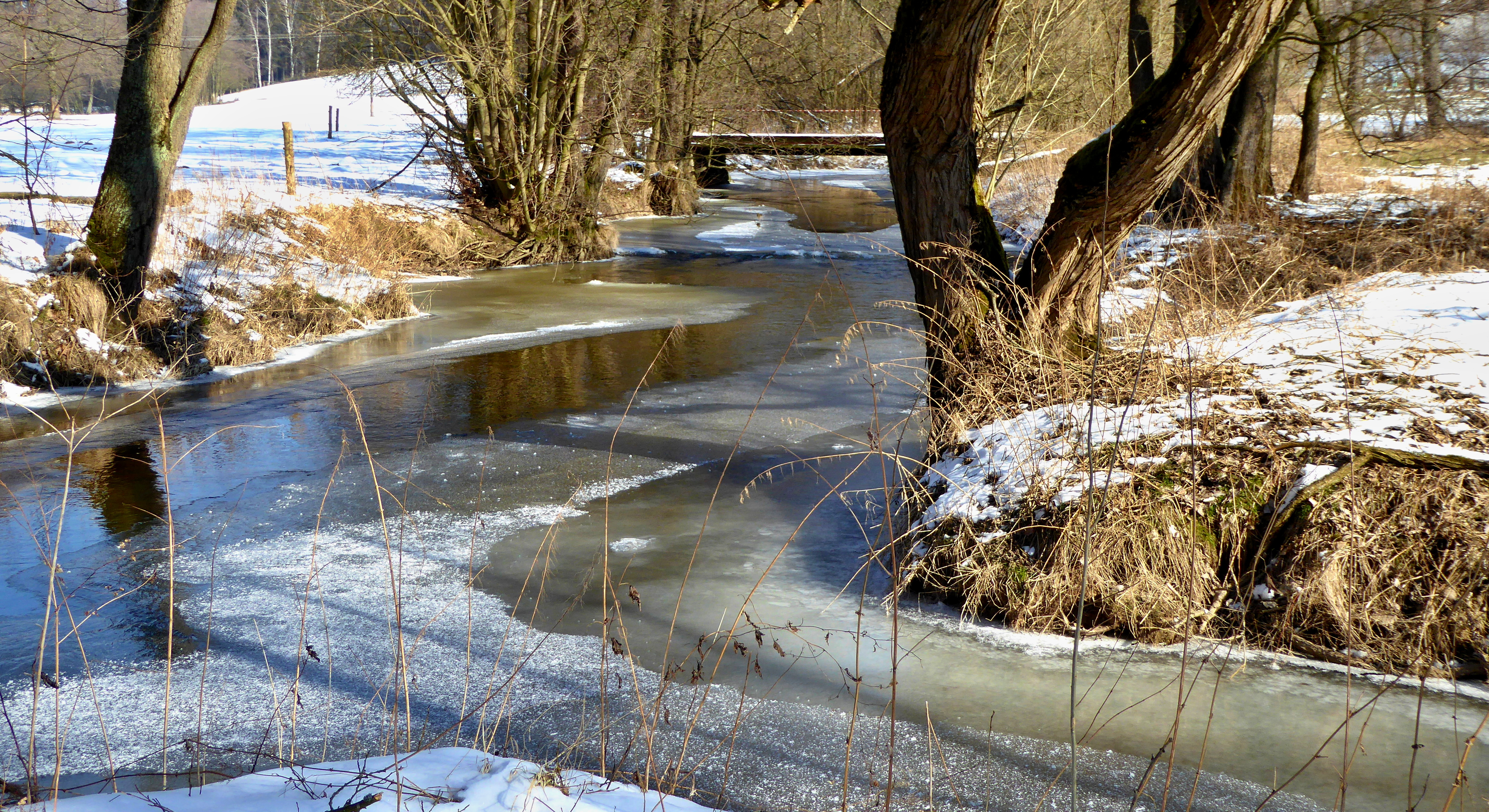
Pod vyvýšeninou Na Veselém Kopci (579 m) vtéká Dlouhý potok do řeky Chrudimky (cca 534 m), koryto řeky tvoří zhruba rozhraní mezi Kameničskou vrchovinou a Stružineckou pahorkatinou, lokalita CHKO Žďárské vrchy

Ve Stružinecké pahorkatině leží části obce Dřevíkov, Veselý Kopec a dále za silnicí I/37 také většina části obce s názvem Možděnice, v Kameničské vrchovině části obce s názvy Rváčov, Svatý Mikuláš a v polohách nejvyšších nadmořských výšek Petrkov 1. díl.
Nejvyšších poloh kolem 640 m n. m. podle vrstevnicové mapy dosahuje v části Rváčov, v oblasti Rváčovského lesa, na západním svahu výškového bodu Na skalkách (trigonometrický bod 652,68 m na katastrálním území Srní u Hlinska). Nejseverněji se nachází výškový bod 600,9 m (bývalý trigonometrický bod 31.2 U vranovské hájovny) nad soustavou tří vodních nádrží s názvem Vranovské rybníky v Dolním rváčovském lese.
Lesní lokalita leží ve vrcholové části vnitřního hřebene Železných hor s výškovým bodem Na buštinách (609 m), severovýchodně od vrcholu prameniště potoka Bystřička (levostranný přítok řeky Ležák) a na jihovýchodě s pramenem zdrojnice Chobotovského potoka (pravostranný přítok řeky Chrudimky), který vodou napájí bezejmenný rybník v lokalitě Na rybníce (malá část vodní nádrže v části Petrkov 1. díl).
Z většiny zalesněné pásmo vyvýšenin Kameničské vrchoviny se táhne v linii severozápad – jihovýchod, od vrcholu Svárov (613 m n. m. na katastrálním území městyse Trhová Kamenice) ve směru na Medkovy kopce (638 m n. m. na katastrálním území obce Holetín). Polesí v severní části Rváčova je součástí Chráněné krajinné oblasti Železné hory, v ní se nachází i malá severovýchodní část katastrálního území Svobodné Hamry (lokalita Na dlouhých honech nad silnicí II/343) a kromě malé jihovýchodní části také většina katastrálního území Možděnice.

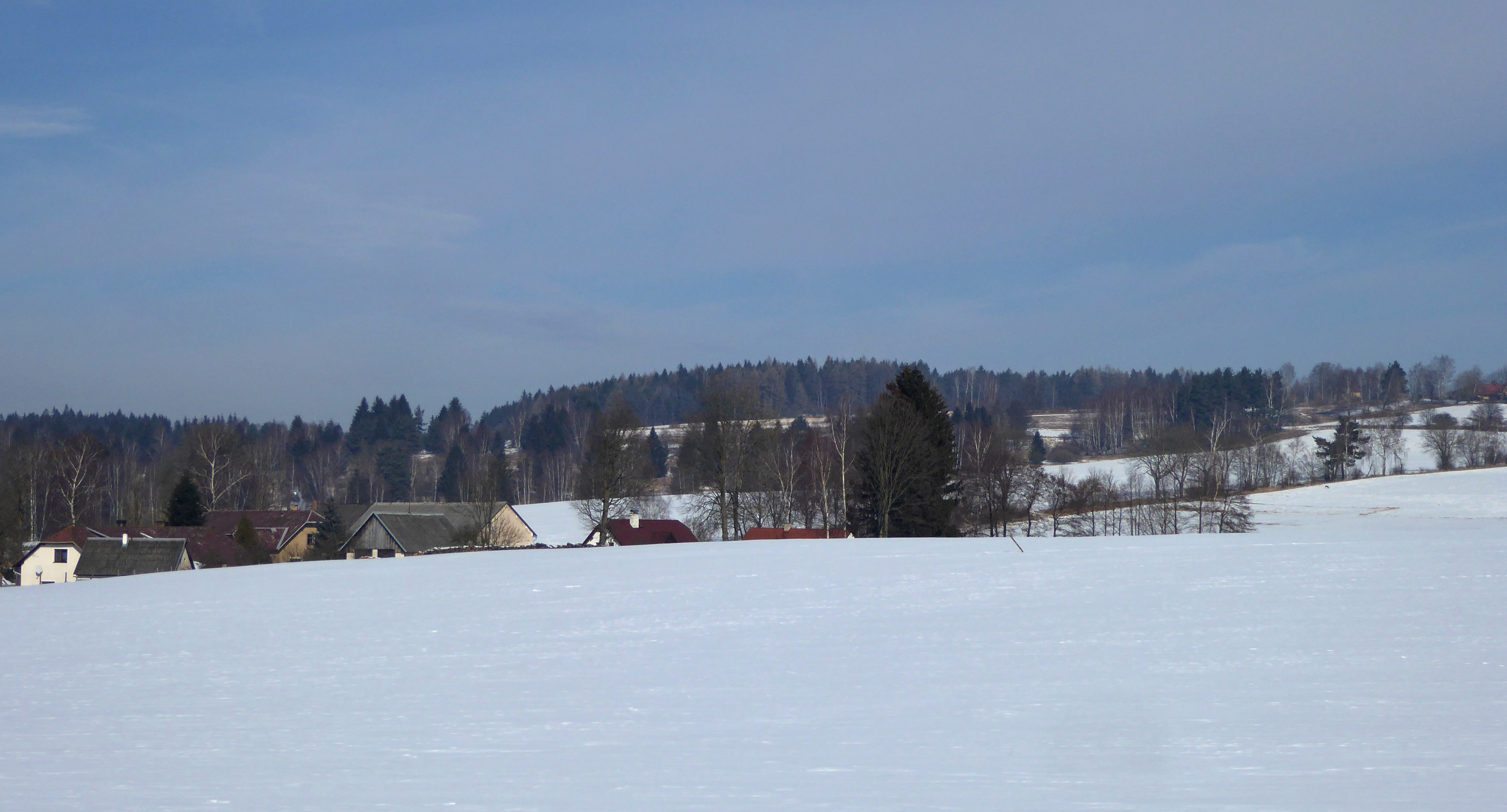
Možděnice, část obce Vysočina leží v Chráněné krajinné oblasti Železné hory pod Zuberským vrchem (651 m), na jihozápadním úbočí s přírodní rezervací Zubří (přibližně uprostřed záběru)

Na sever od sídelní lokality Možděnice dosahuje terén poloh s nadmořskou výškou nad 600 m v jihozápadním výběžku pod Zuberským vrchem (651 m n. m. na katastrálním území Trhová Kamenice), níže pod vrcholem rozhledna Zuberský vrch s výhledem na velkou část obce Vysočina. Ve vesnici Možděnice dva rybníky, Náveský a Dlouhým potokem průtočný Kaprovec.
Dlouhý potok odvodňuje severní část Stružinecké pahorkatiny a většinu katastrálního území Možděnice, koryto potoka tvoří jižní hranici obce Vysočina (a katastrálního území Dřevíkov) s obcí Všeradov. Východně od vrcholu vyvýšeniny Na Veselém Kopci (579 m n. m.) vtéká jako levostranný přítok do Chrudimky. Řeka v severní části obce obtéká obloukem zástavbu na levém břehu v sídelní lokalitě Svobodné Hamry a na rozhraní s katastrálním územím městyse Trhová Kamenice je hladina řeky s nadmořskou výškou zhruba 530 m nejníže situovaným místem v obci Vysočina.
Obec leží na okraji dvou chráněných krajinných oblastí, Žďárských vrchů a Železných hor, rozhraní tvoří osa pozemních komunikací protínající katastrální území Svobodné Hamry a Rváčov (silnice II/343 v úseku Trhová Kamenice – Rváčov) a také při okraji katastrálních území Možděnice a Dřevíkov (silnice I/37 v úseku Trhová Kamenice – Údavy).
Na území Chráněné krajinné oblasti Žďárské vrchy leží zvláště chráněné území přírodní památky Les na dolíku, ze sídelních lokalit Dřevíkov, Veselý Kopec, Svatý Mikuláš, velká jihozápadní část Rváčova a Svobodných Hamrů.

## Historie

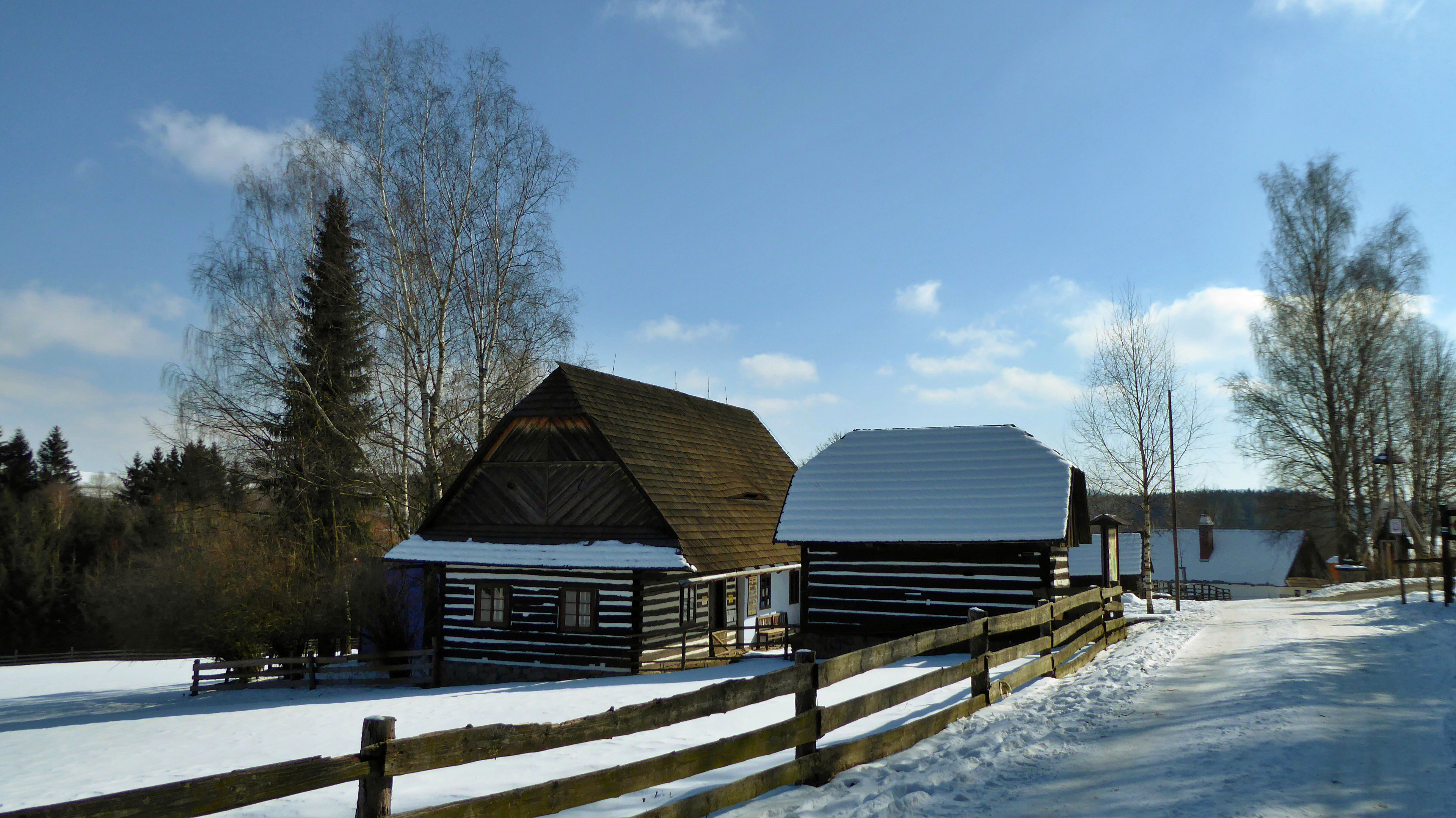
Veselý Kopec, jedna ze sídelních lokalit obce Vysočina, s rozsáhlou expozicí lidového stavitelství Muzea v přírodě Vysočina

Obec Vysočina vzniklá 1. ledna 1961 spojena historií s původně samostatnými obcemi Možděnice, Svobodné Hamry a Rváčov, administrativně sloučenými v jednu obec pod nově vytvořeným názvem, charakterizujícím krajinu, lidově označovanou za vysočinu, ve které se nachází její jednotlivé části (v Kameničské vrchovině a Stružinecké pahorkatině).
V obci více historických objektů lidového stavitelství v kopcovité krajině Železných hor, také stavby se zařízením na vodní pohon, například vodní mlýn ze 16. století v lokalitě Veselý Kopec (shodný typ přenesený do expozice muzea v přírodě na místo původního, v roce 1909 vyhořelého). Ve Svobodných Hamrech železný hamr (původní z 15. století zanikl, ve 20. století obnoven vodní kovací hamr a mlýnice), objekt součástí Muzea v přírodě Vysočina. Zařízení technického stavitelství využívá vodní energii Dlouhého potoka (Veselý Kopec) a řeky Chrudimky, dříve Kamenice (Svobodné Hamry).
V 60. letech 20. století se staly technické stavby objektem zájmu památkářů a dobrovolníků usilujících o záchranu staveb lidové architektury. Veselý Kopec vybrán jako vhodná lokalita pro záměr vybudovat z památkově chráněných objektů muzeum v přírodě, tzv. muzeum pod širým nebem.
První expozice tehdy v soukromém objektu čp. 4 (světnice tkalce a stodola) v roce 1972 zpřístupněna veřejnosti, do roku 1981 památkově chráněné objekty pod názvem Soubor lidových staveb a řemesel Vysočina (odvozeno od názvu obce). Od 1. ledna 1982 profesionální muzeum pod zkráceným názvem Soubor lidových staveb Vysočina se sídlem ve Svobodných Hamrech, od roku 1997 sídlo správy muzea v Hlinsku (od roku 2003 součást Národního památkového ústavu, v letech 2013 – 2018 začleněno pod Územní památkovou správu na Sychrově). S účinností od 11. prosince 2018 pod názvem Muzeum v přírodě Vysočina je organizační složkou Národního muzea v přírodě, příspěvkové organizace Ministerstva kultury České republiky.

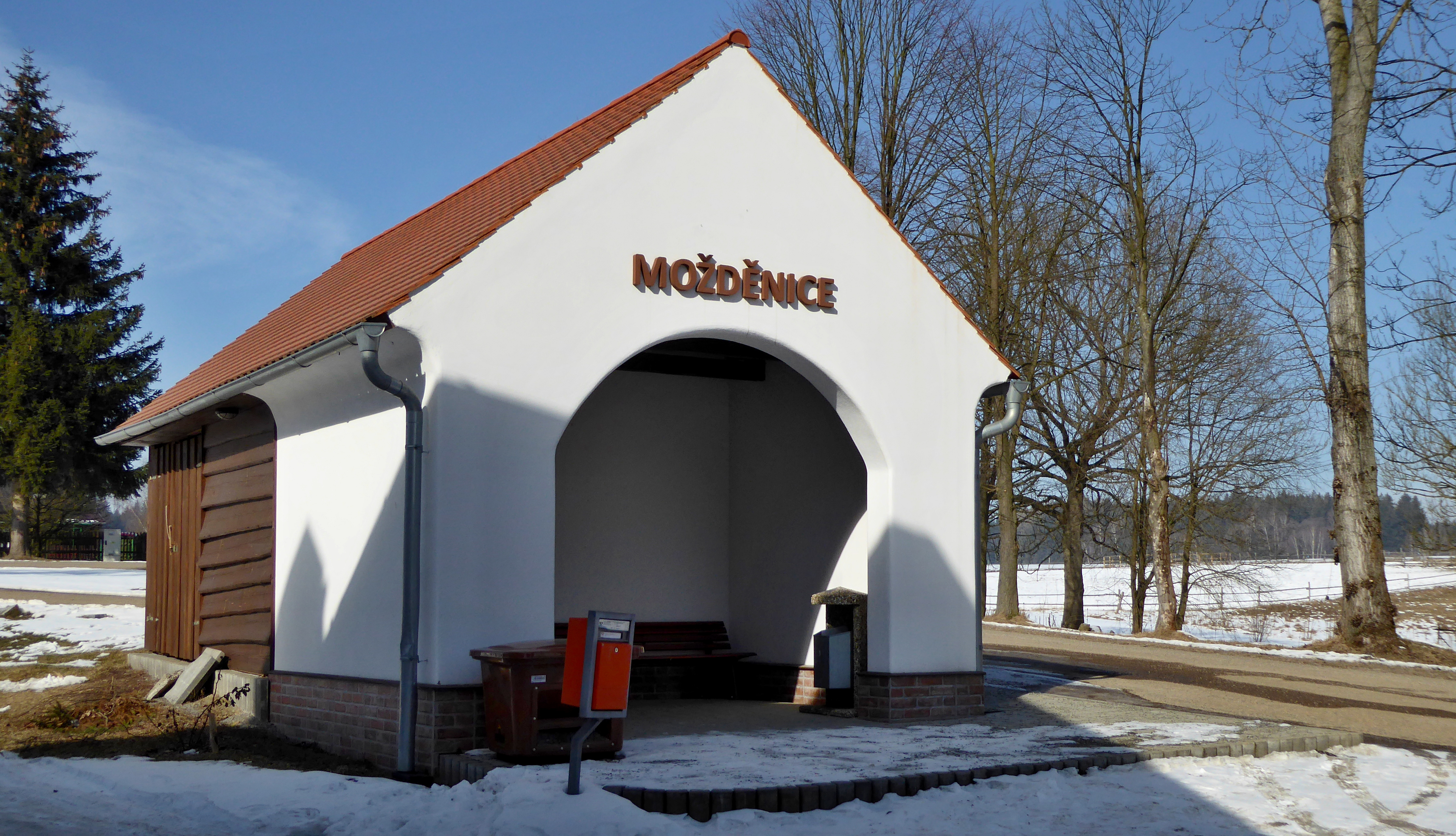
Čekárna autobusové zastávky Možděnice, od Pardubického kraje získala obec Vysočina za stavbu v roce 2015 ocenění Zlatá cihla

V 70. letech 20. století provedena výstavba dřevěné zvoničky (rok 1976) na návsi v Dřevíkově, sloužící i jako čekárna autobusové zastávky a upraven židovský hřbitov. V sídelní lokalitě Možděnice oprava objektu původně roubené školy, dřevěné zvoničky, hasičské zbrojnice (na zdi stavby datování 1921, Sbor dobrovolných hasičů založen již v roce 1906) a také historické kovárny, v 80. letech 20. století vzniklý záměr vybudovat expozici tradičních řemeslnických dílen nebyl realizován.
Ve Svobodných Hamrech (sídelní lokalita od roku 1995 vesnická památková zóna) kromě obnovy vodního kovacího hamru a mlýnice, opraven původně renesanční venkovský zámek ze 16. století, po požáru v roce 1896 přestavěný v pseudobarokním stylu (v letech 1982–1996 sídlo správy Souboru lidových staveb Vysočina). Od roku 1862 majitelem zámku architekt Jan Nevole (1812–1903), na zámku žil od roku 1863 do své smrti, během jeho života se zámek stal kulturním centrem s vlasteneckým prvkem. Nějaký čas na zámku pobýval František Alexandr Zach (1807–1892), právník, vojenský teoretik a panslavista, působil také v Srbsku (dosáhl hodnosti generála srbské armády). Po roce 1877 častým hostem na zámku například Karel Václav Rais, tehdy učitel v Trhové Kamenici a později spisovatel. Uvádí se také návštěvy dalších českých osobností, Františka Palackého a Františka Ladislava Riegra. Ve Svobodných Hamrech postaven pomník s připomenutím pobytu malíře-krajináře Františka Kavána a jeho tvorby.
Ve Rváčově vznikla například z původní školy knihovna, vybudováno hřiště pro sportovní aktivity. Za nově vybudovanou autobusovou zastávku v sídelní lokalitě Možděnice získala obec Vysočina v roce 2015 ocenění „Zlatá cihla“ a stala se vesnicí roku Pardubického kraje s udělením „Zlaté stuhy“ (o titul se ucházelo celkem 12 vesnic). Ve stejném roce získala také druhé místo v celostátním kole soutěže Vesnice roku.

### Části obce

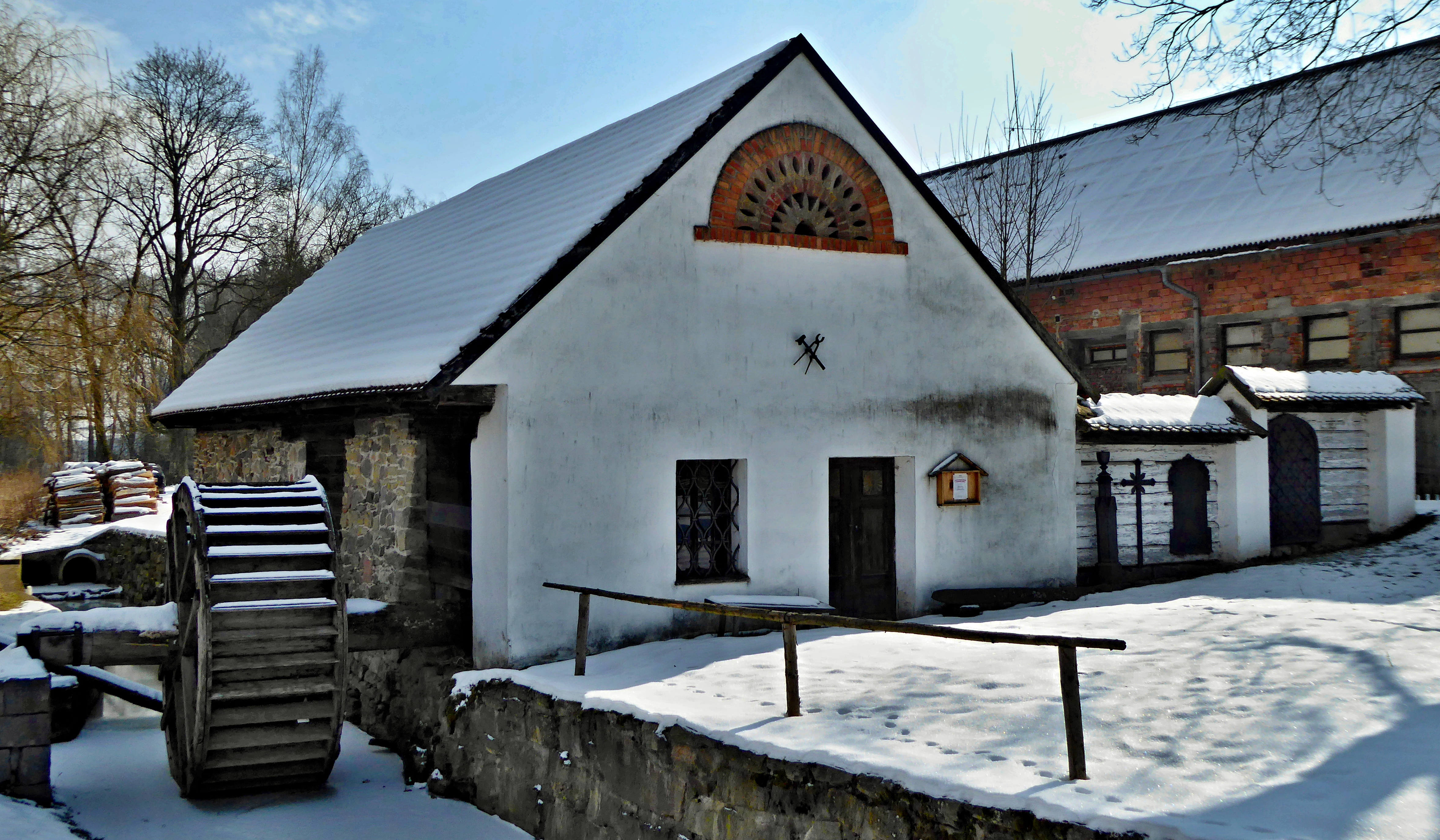
Svobodné Hamry, část obce Vysočina, ve 2. polovině 20. století obnovená kulturní památka vodní hamr a mlýnice, objekt součástí Muzea v přírodě Vysočina

Historie obce souvisí také se vznikem částí obce před rokem 1961, kdy měly různé administrativní postavení (první písemná zmínka):
- Dřevíkov (rok 1542), do roku 1909 osada obce Trhová Kamenice, v letech 1910 – 1960 v původně samostatné obci Svobodné Hamry.
- Možděnice (rok 1577), původně osada a do roku 1960 samostatná obec.
- Petrkov 1. díl (rok 1654), až do roku 1960 součást samostatné obce Rváčov, v současnosti několik usedlostí a rekreačních chalup. Původní osada Petrkov byla územně rozdělena na tři díly – územní části náležející k různým obcím, 1. díl v katastrálním území Rváčov u Hlinska, 2. díl v letech 1910 – 1930 na katastrálním území Svobodné Hamry později zanikl a 3. díl je součástí katastrálního území Trhová Kamenice.
- Rváčov (rok 1487), původní osadu ve 14. století založil Podlažický klášter[19] v rámci vnitřní kolonizace Železných hor, do roku 1960 samostatná obec.
- Svatý Mikuláš (rok 1350), až do roku 1960 součást samostatné obce Rváčov, v současnosti několik osamocených stavení a hřbitov s novogotickým kostelem, jihovýchodně od něho údolí s bezejmenným potokem a rybníkem, ke kostelu a rybníku se váže pověst o čertově kameni.[19]
- Svobodné Hamry (rok 1654), pod tímto názvem až od roku 1769, před tím osada Hamr nad Kamenicí založená v 15. století (jméno odvozeno od vybudovaného železného hamru u řeky Kamenice, v průběhu 17. století pojmenované Chrudimka), na místě venkovského zámku původně tvrz s názvem Odranec,[20] osada do roku 1909 součástí obce Trhová Kamenice a v letech 1910 – 1960 samostatná obec. Místní část Hrobky se nachází jižně od golfového hřiště poblíž dřevíkovského židovského hřbitova.
- Veselý Kopec (rok 1654), původně osada do roku 1909 v obci Trhová Kamenice, v letech 1910 – 1960 na katastrálním území Dřevíkov v samostatné obci Svobodné Hamry.

## Turistika

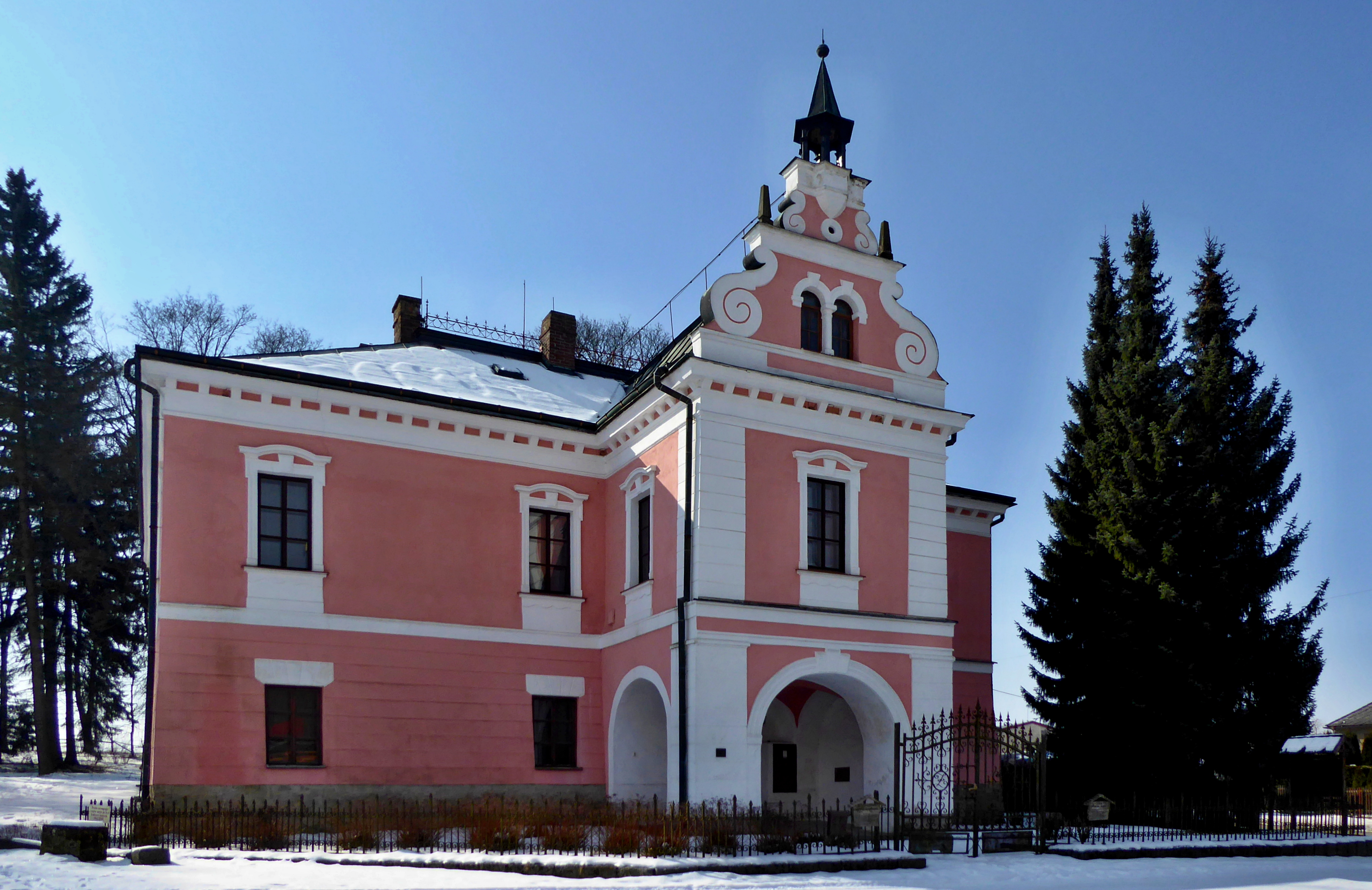
Venkovský zámek v pseudobarokním stylu ve Svobodných Hamrech, v 19. století kulturní centrum s vlasteneckým živlem, v letech 1982 až 1996 sídlo muzea v přírodě pod bývalým názvem Soubor lidových staveb Vysočina

Obec Vysočina uvedena v turistické mapě Klubu českých turistů s názvem Železné hory, mapový list č. 45 (v měřítku 1:50 000), obcí prochází čtyři značené turistické trasy.
Červeně značená v nejvyšších polohách na katastrálním území Rváčov u Hlinska, částí Petrkov 1. díl v Kameničské vrchovině, po jihozápadním úbočí hřebene Železných hor. Zhruba od silnice III/3434 v osadě Petrkov 1. díl ve směru k přírodní památce Zadní rybník v krátkém úseku v Chráněné krajinné oblasti Železné hory.
Zeleně značená částmi Veselý Kopec, Dřevíkov a Svobodné Hamry ve Stružinecké pahorkatině nad řekou Chrudimkou, centrem expozice Veselý Kopec v Muzeu v přírodě Vysočina, Dřevíkovem s historickými památkami a vesnickou památkovou zónou Svobodné Hamry. V trase vlastivědná stezka Krajem Chrudimky a Cesta Františka Kavána, v celém úseku na území Chráněné krajinné oblasti Žďárské vrchy (přírodní lokality nejzápadnější části).
Žlutě značená v povodí Dlouhého potoka sestupuje od Zuberského vrchu (651 m) v Kameničské vrchovině k rybníkům v sídelní lokalitě Možděnice ve Stružinecké pahorkatině, v celém průběhu na území Chráněné krajinné oblasti Železné hory. V krátkém úseku také žlutá turistická trasa mezi poli a loukami v krajině Stružinecké pahorkatiny, od soutoku řeky Chrudimky a Dlouhého potoka v Chráněné krajinné oblasti Žďárské vrchy. Od rozcestníku Pod Veselým Kopcem (též zelená trasa) pokračuje na Milesimov, Jasné Pole a Chlum.

### Turistické trasy
Červeně značená v úseku Hlinsko – Petrkov 1. díl – Trhová Kamenice:

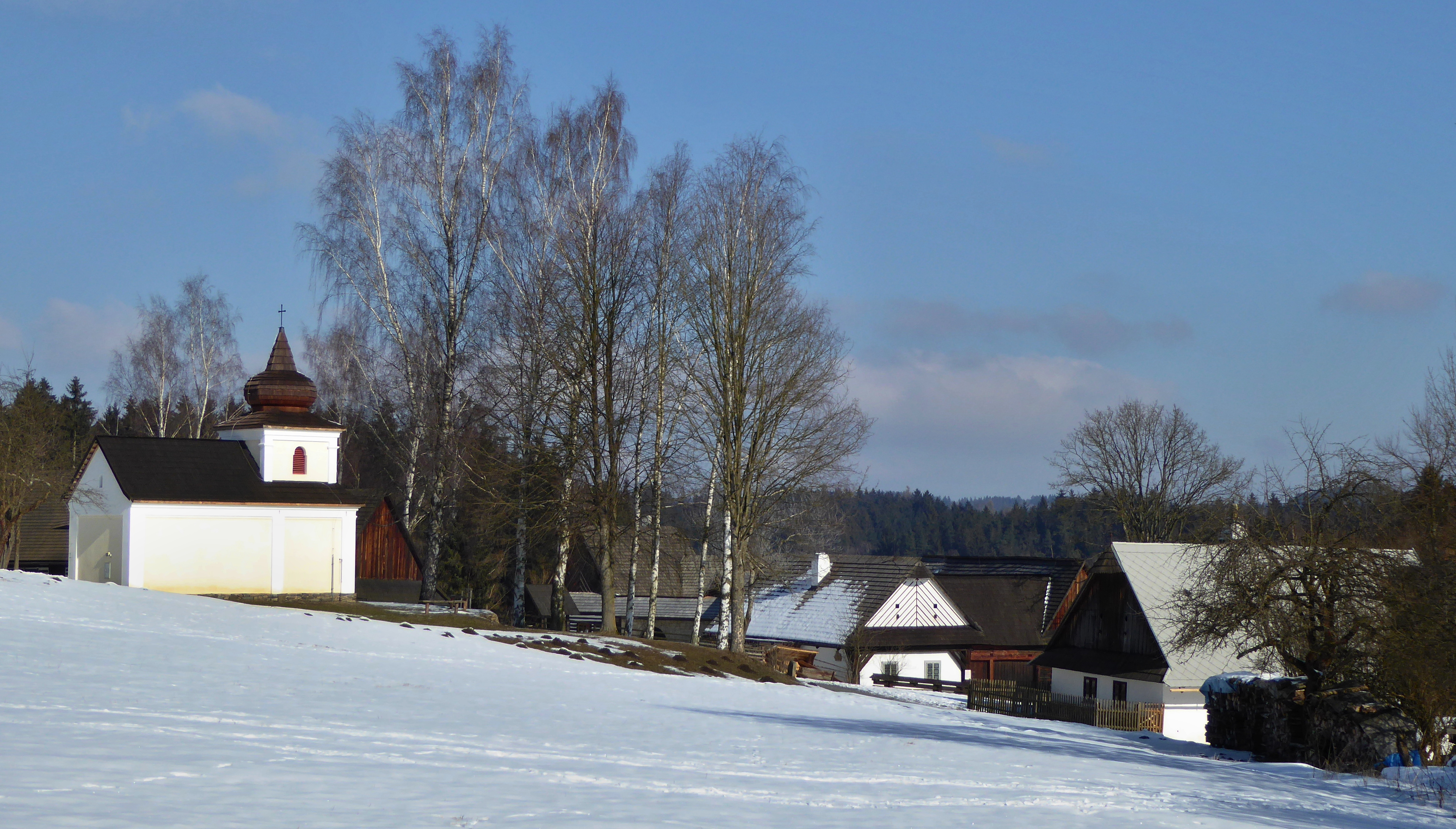
Veselý Kopec s expozicí Muzea v přírodě Vysočina je celoročně průchozí po zeleně značené turistické trase (část vlastivědné stezky Krajem Chrudimky a Cesty Františka Kavána)

V obci Vysočina v nejvyšších nadmořských výškách, od okraje lesního prostoru jihozápadně pod výškovým bodem Na skalkách (653 m n. m.) do Petrkova 1. díl (Petrkov-rozcestník). Trasa překonává hřeben Železných hor mezi vrcholy Svárov (613 m) a Medkovy kopce (638 m) v nejvyšším bodě Na skalkách (653 m) v Srní u Hlinska. Od roku 2018 v trase vyznačena tzv. Matulova stezka z Hlinska do Trhové Kamenice kolem bývalých kamenolomů (lomy mimo obec Vysočina).
Z trasy dostupné po silnicích III/3434 a III/3432 a neznačených lesních cestách v Dolním rváčovském lese (část Petrkov 1. díl) prameniště potoků Chobotovský a Bystřička, lesní rybniční soustava Vranovské rybníky a výškový bod Na buštinách (609 m n. m.) ve vrcholové části hřebene Železných hor.
 Zeleně značená v úseku Hlinsko – Veselý Kopec – Dřevíkov – Svobodné Hamry – Trhová Kamenice:
V obci Vysočina vyznačena nad řekou Chrudimkou podél jejího toku k soutoku s Dlouhým potokem pod vyvýšeninou Na Veselém Kopci (579 m), dále expozicí lidového stavitelství Veselý Kopec (celoročně průchozí), přes Dřevíkovskou náves a po silnici III/3433 do sídelní lokality Svobodné Hamry, s vesnickou památkovou zónou.
V trase nejvýznamnější kulturní památky lidové architektury (Veselý Kopec), v Dřevíkově roubené chalupy (čp. 26 a 47) a židovské památky (ulička, hřbitov), ve Svobodných Hamrech venkovský zámek v pseudobarokním stylu (čp. 1), vodní hamr a mlýnice (obnovené stavby ve 2. polovině 20. století), roubená hospoda (čp. 4) z 18. století (jiný zdroj uvádí stavbu již z roku 1613), památník připomínající pobyt a tvorbu Františka Kavána (1866–1941), malíře-krajináře.

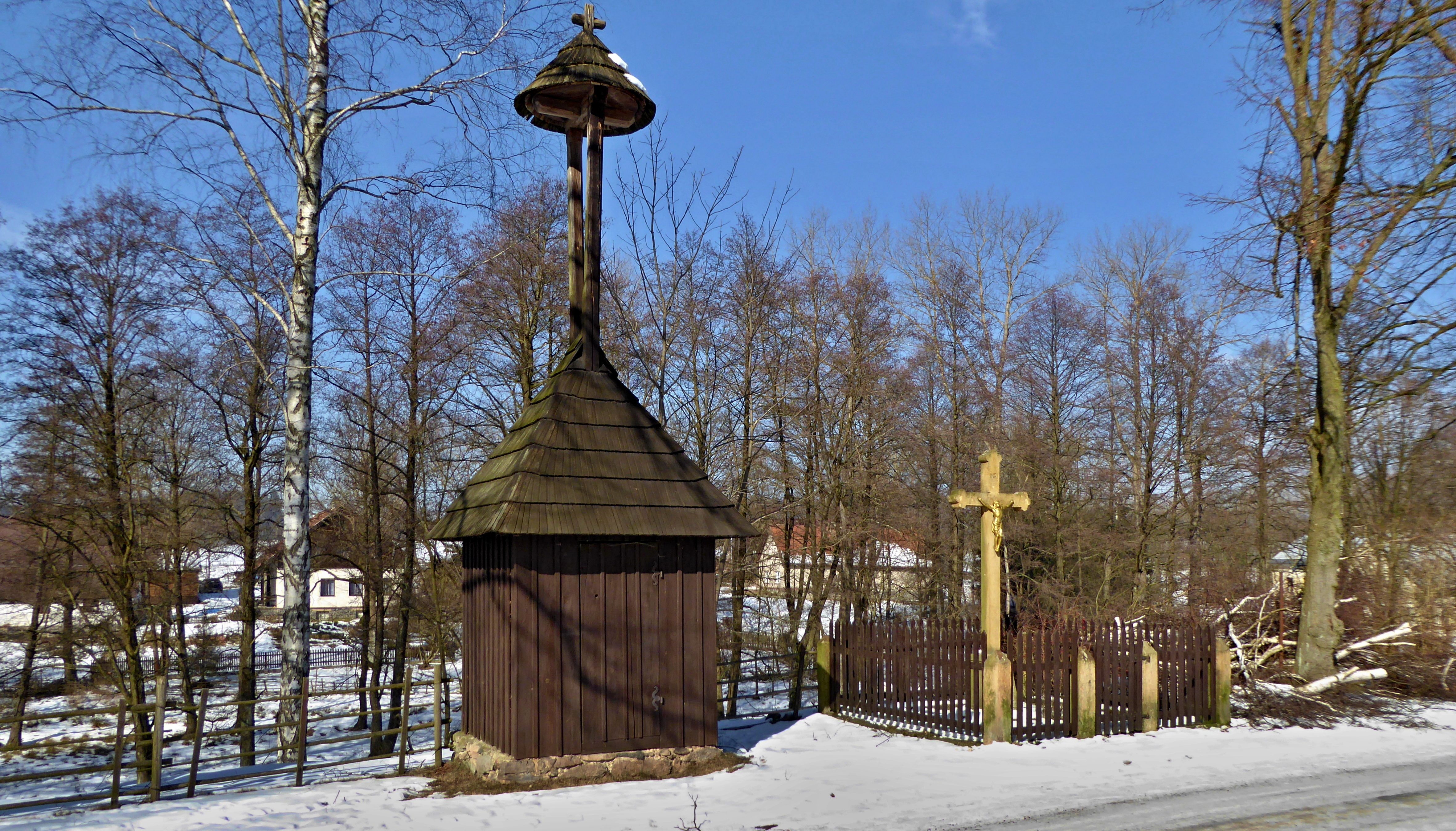
Dřevěná zvonička obnovená v roce 1980 (původní z roku 1885) a velký pískovcový kříž z roku 1843 v části Možděnice

Trasa s částí vlastivědné stezky Krajem Chrudimky, s informačními tabulemi Veselý Kopec (č. 9), Dřevíkovská náves (č. 10) a Svobodné Hamry (č. 11) a také tzv. Cesty Františka Kavána, otevřené v roce 1937 a v roce 2007 s úpravami obnovené.
 Žlutě značená v úseku Zubří – Možděnice – Kocourov:
V obci Vysočina prochází částí Možděnice, kolem rybníku Náveský, průtočného zdrojnicí Dlouhého potoka, pramenící nad sídelní lokalitou v přírodní rezervaci Zubří na jihozápadním úbočí Zuberského vrchu (651 m) a rybníku Kaprovec, průtočného Dlouhým potokem. Přírodní lokality součástí Chráněné krajinné oblasti Železné hory (z trasy dostupná polní a lesní neznačenou cestou přírodní památka Buchtovka).
V sídelní lokalitě Možděnice kulturní památky lidového stavitelství, bývalá kovárna s obytnou částí (čp. 3) z přelomu 18. a 19. století (jiný zdroj uvádí z poloviny 18. století), objekt původně jednotřídní školy s obydlím učitele z roku 1814 (čp. 37), dřevěná zvonička obnovená v roce 1980 (původní z roku 1885) a hasičská zbrojnice s věží z roku 1922 (ve věži zvon z původní zbořené zvoničky).

## Fotogalerie

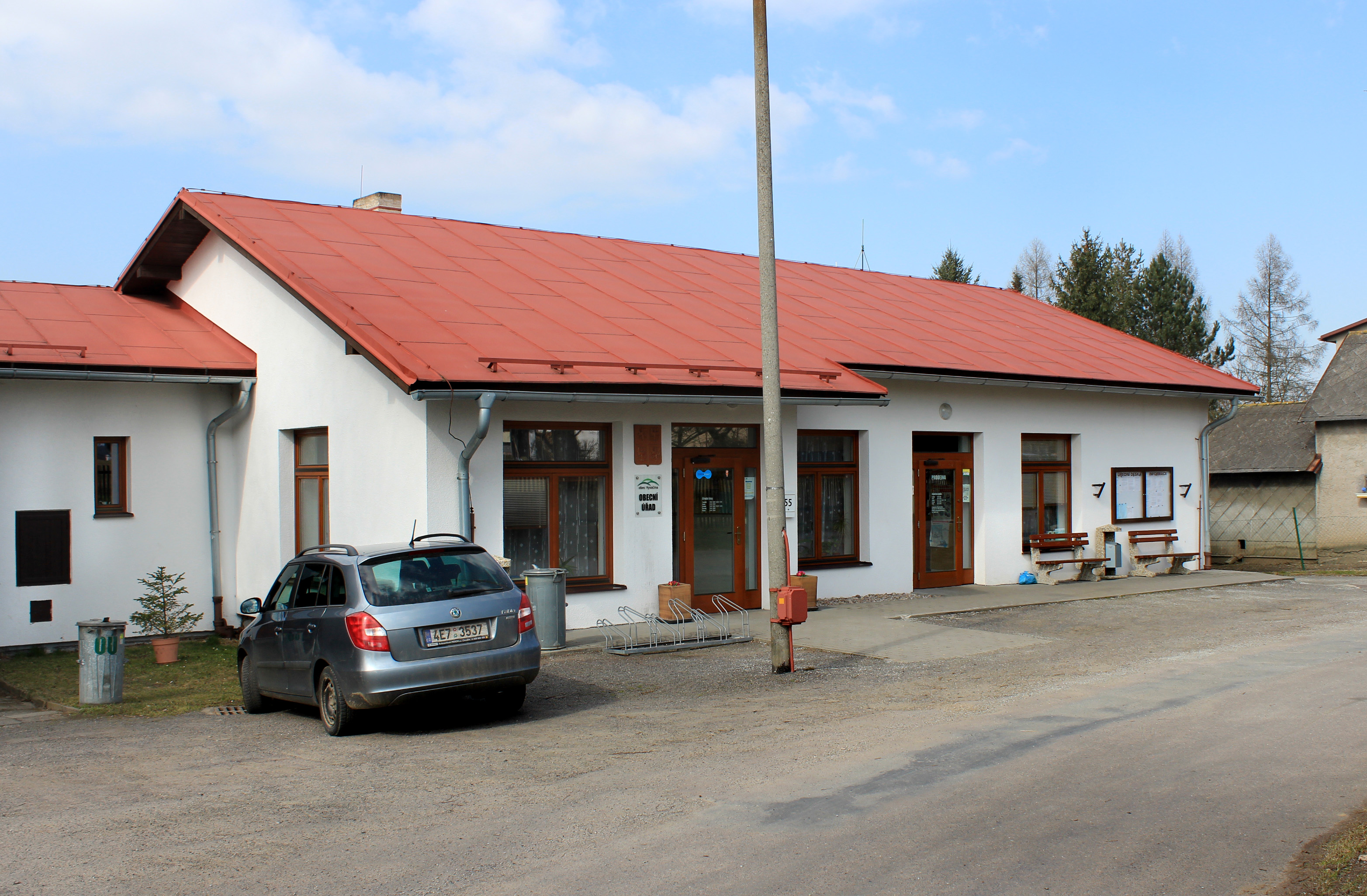
Obecní úřad a prodejna provozovaná obcí Vysočina, sídelní lokalita Dřevíkov
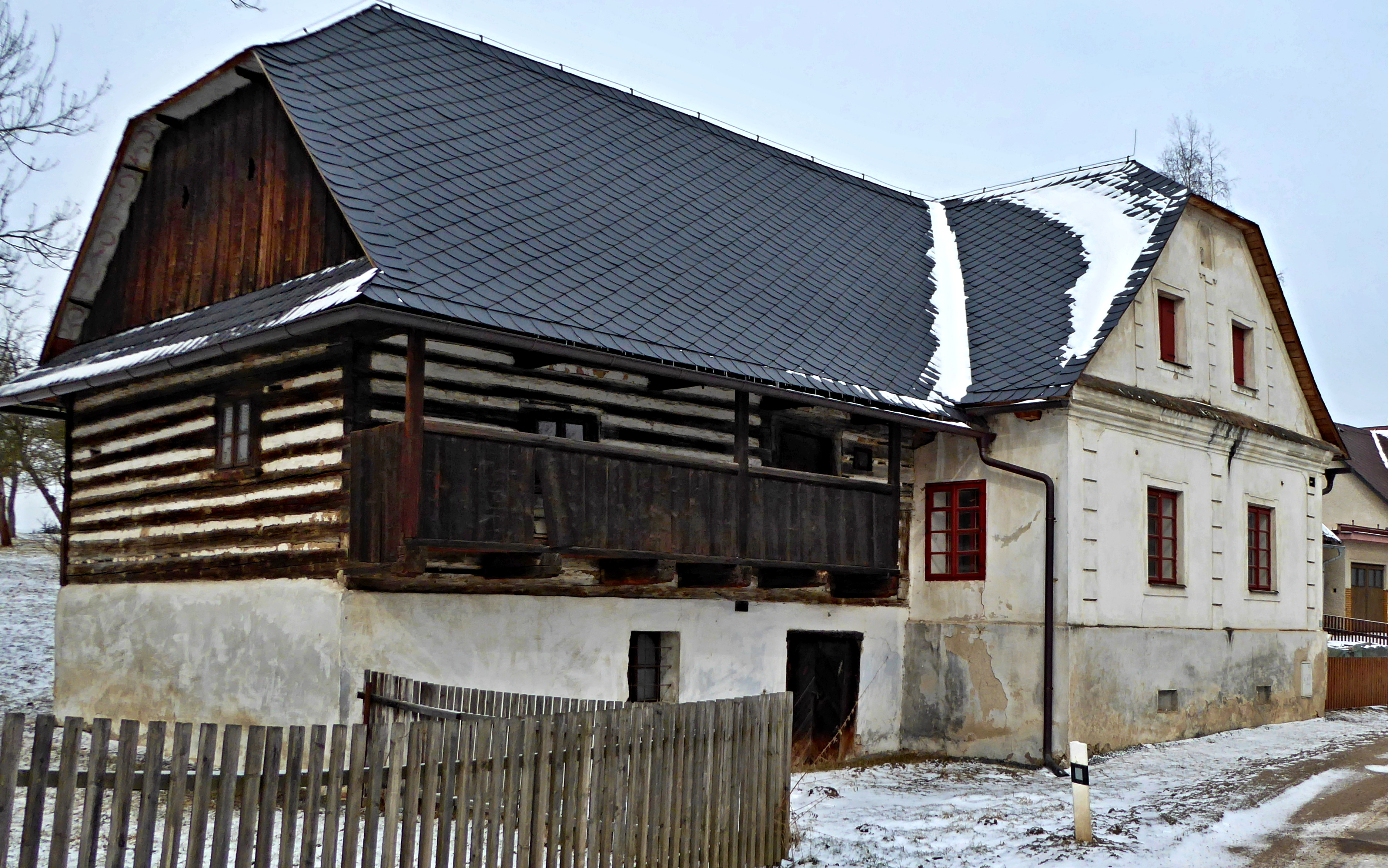
Možděnice čp. 3, bývalá kovárna s obytnou částí (kulturní památka)
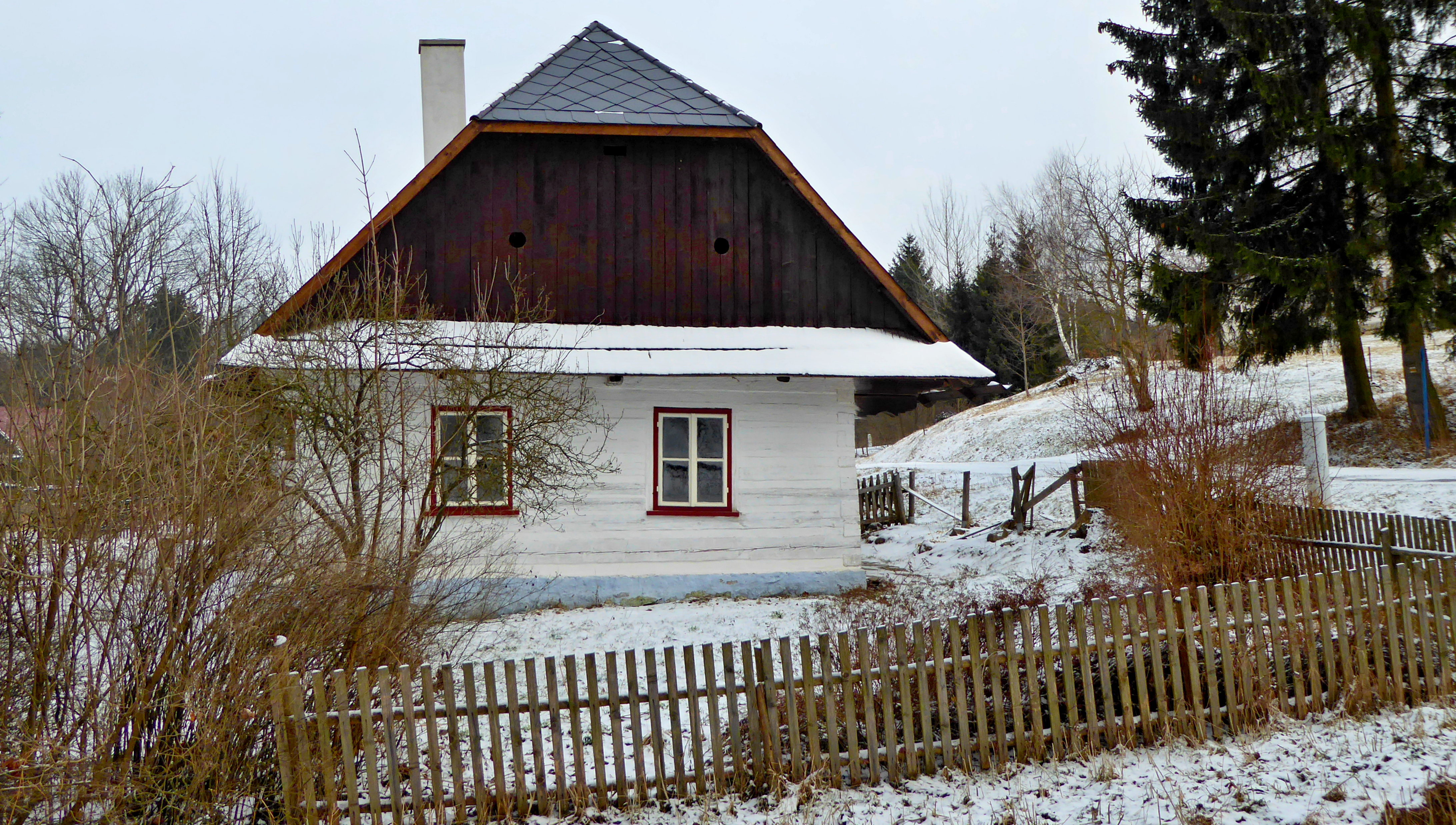
Možděnice čp. 37, bývalá jednotřídní škola (kulturní památka)
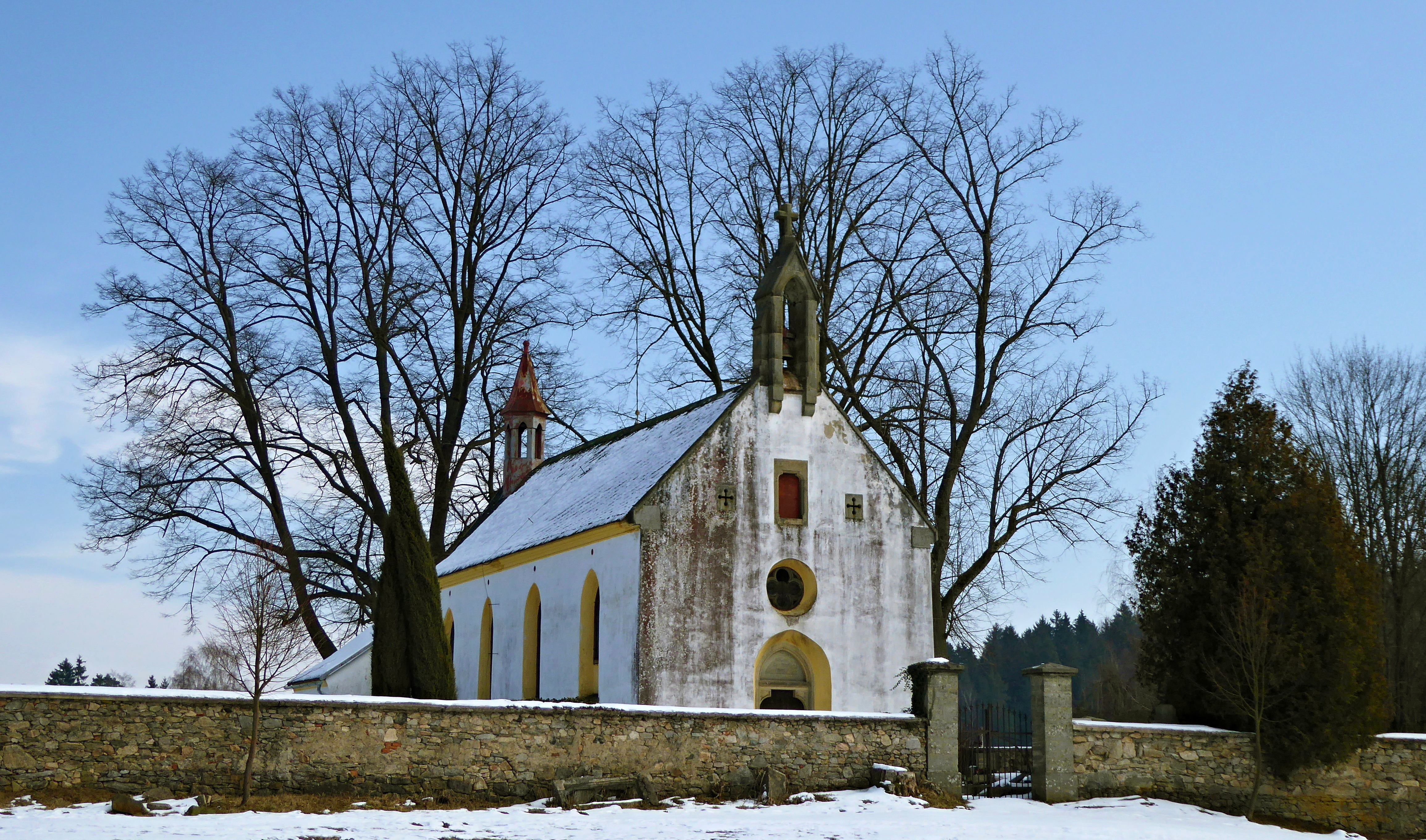
Kostel sv. Mikuláše, kulturní památka v sídelní lokalitě Svatý Mikuláš
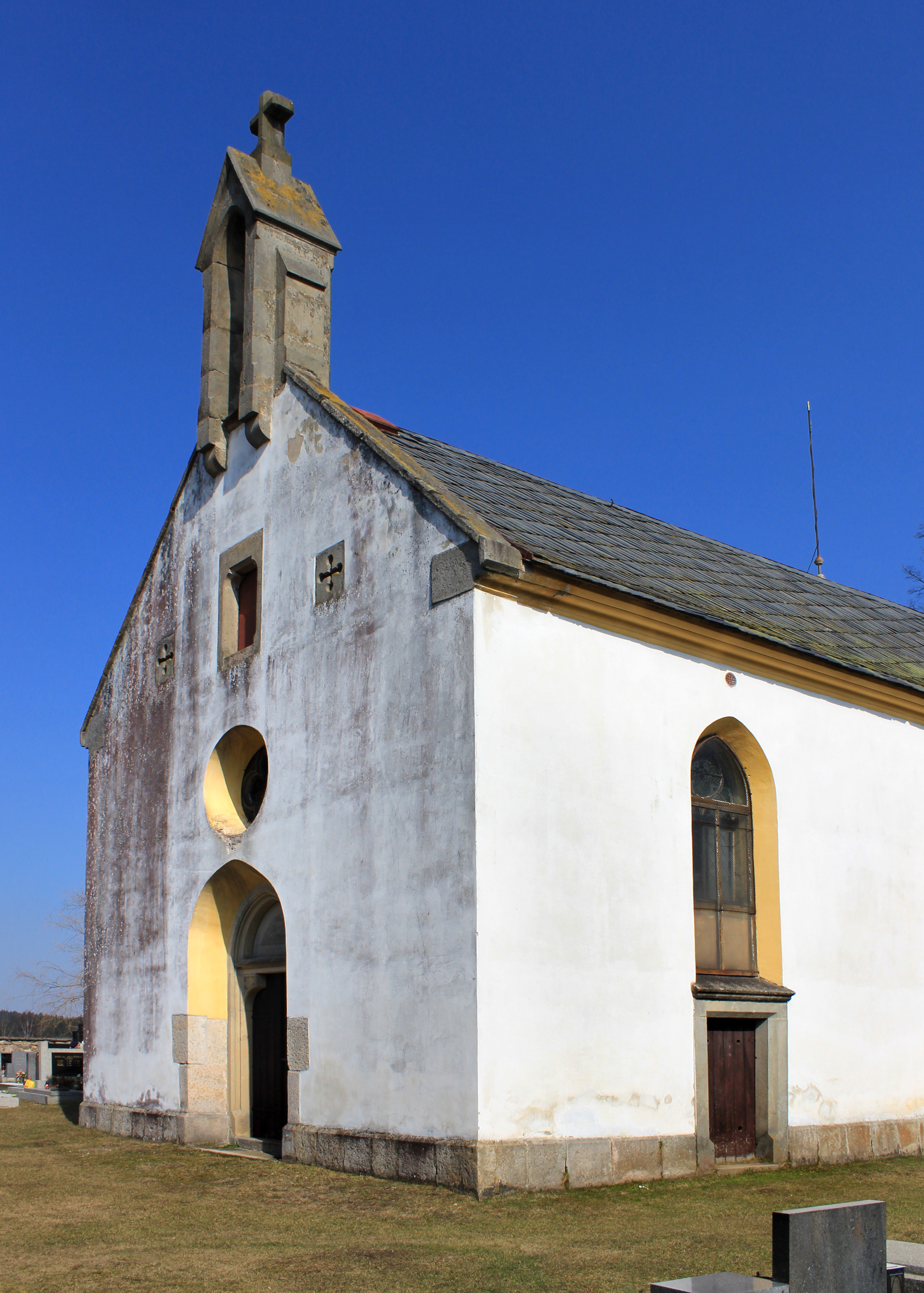
Svatý Mikuláš, původně renesanční hřbitovní kostel, současný vzhled (regotizace v roce 1886)
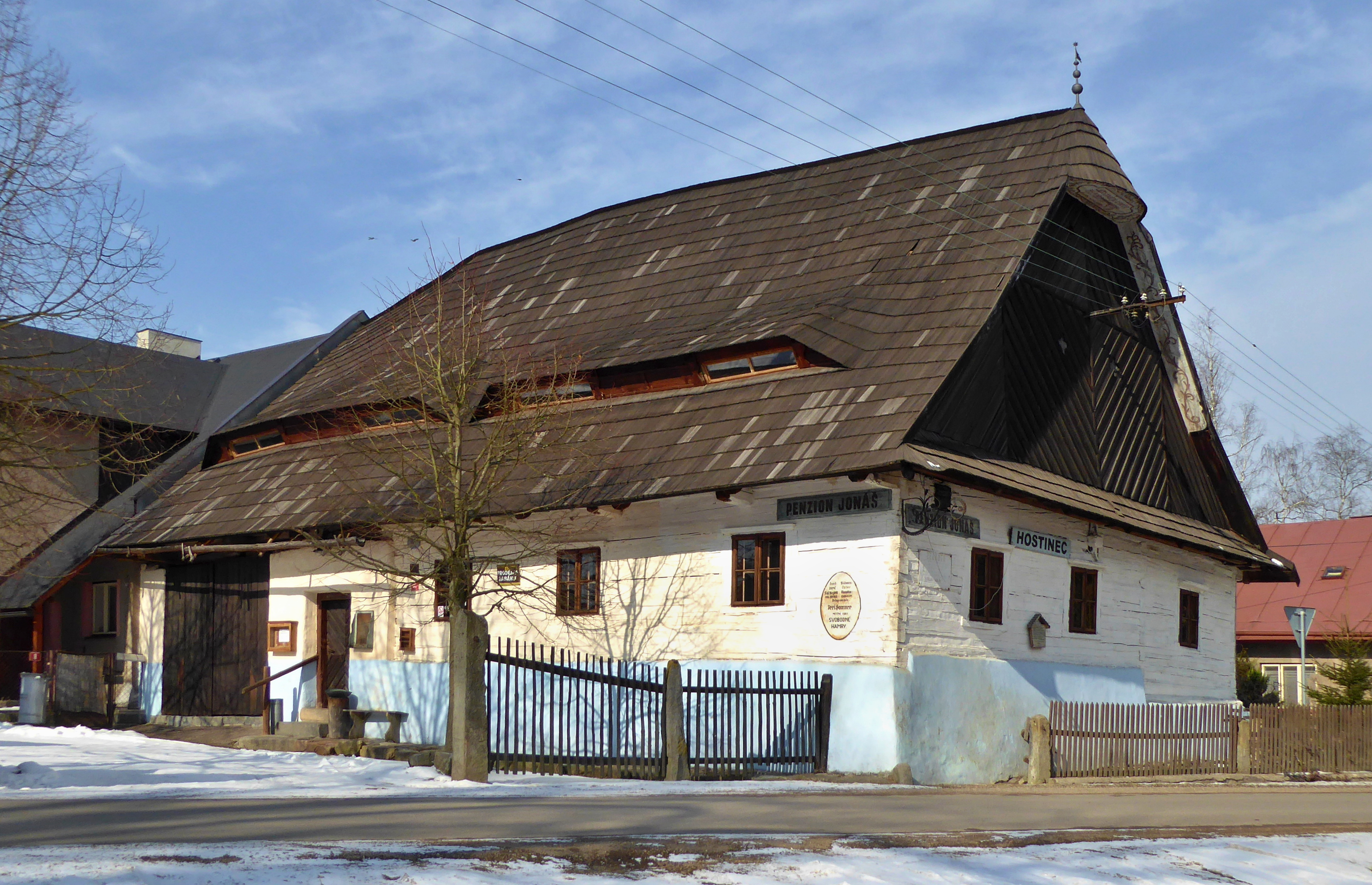
Svobodné Hamry čp. 4, venkovská roubená hospoda (kulturní památka)
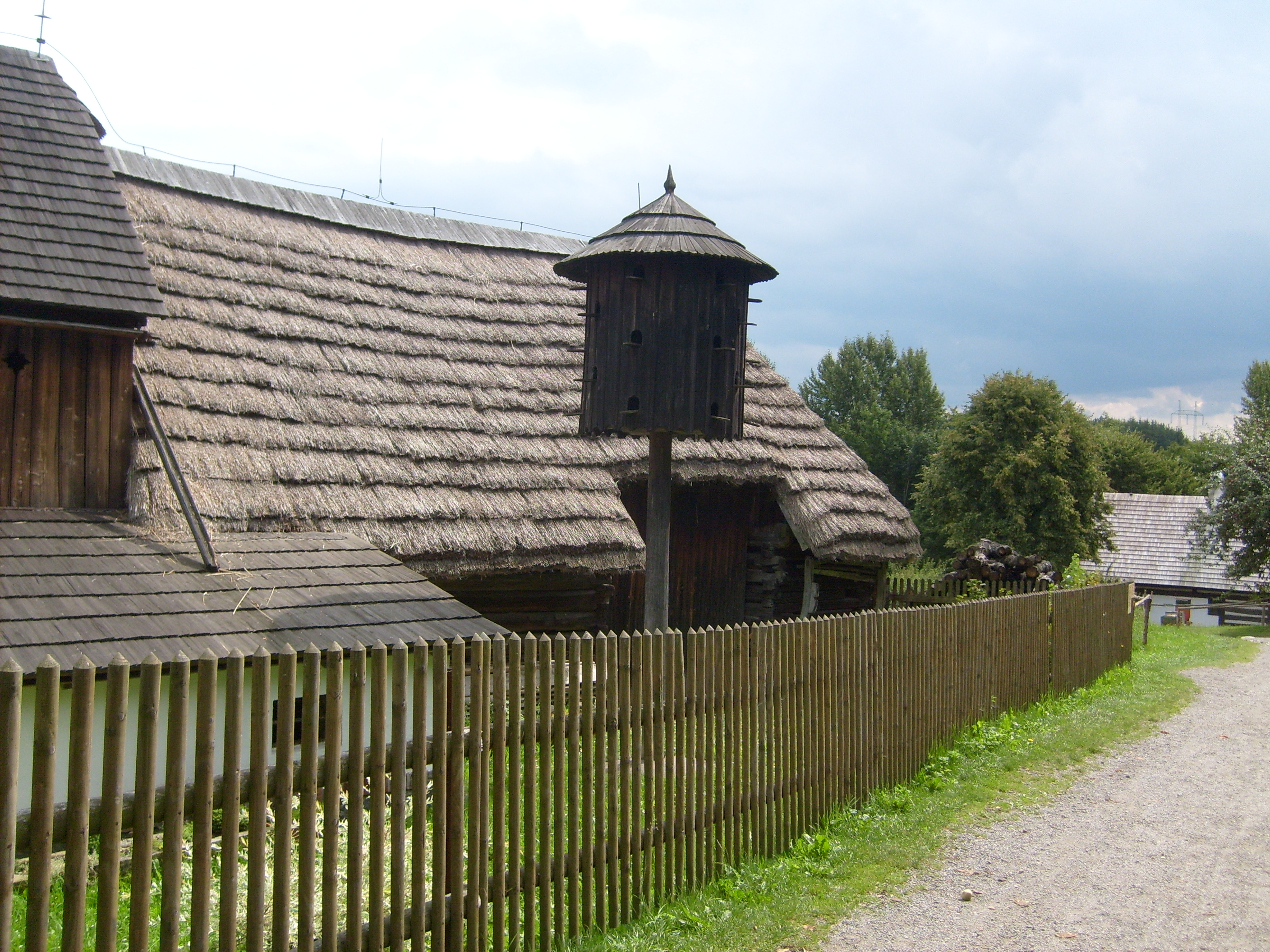
Veselý Kopec čp. 4, kulturní památka v expozici Muzea v přírodě Vysočina